# Nazacara
Nazacara är en ort i Bolivia.   Den ligger i departementet La Paz, i den västra delen av landet, 400 km nordväst om huvudstaden Sucre. Nazacara ligger 3 829 meter över havet och antalet invånare är 208.
Terrängen runt Nazacara är en högslätt. Runt Nazacara är det mycket glesbefolkat, med 4 invånare per kvadratkilometer.. Närmaste större samhälle är Caquiaviri, 19,5 km sydost om Nazacara. 
Trakten runt Nazacara består i huvudsak av gräsmarker.